# ماريا شودنوسكي
ماريا شودنوسكي (بالروسية: Марія Чудновська)‏ ولدت في 6 كانون الثاني/يناير 1977، هي رياضياتية إسرائيلية-أمريكية، اشتهرت بفضل عملها وتركيزها على نظرية المخططات والاستمثال التوافقي. حصلت عام 2012 على زمالة ماك آرثر.

## السيرة الذاتية
شودنوسكي هي أستاذة في قسم الرياضيات في جامعة برنستون. صرَّحت في وقت سابق بأنها نشأت في روسيا (حضرت حفلات سانت بطرسبرغ الثلاثون) وإسرائيل ودرست في جامعة تخنيون ثم حصلت على درجة الدكتوراه عام 2003 من جامعة برنستون تحت إشراف البروفسور بول سيمور. واصلت دراستها كباحثة ما بعد الدكتوراه في معهد كلاي للرياضيات، قبل أن تُصبح أستاذة مساعدة في جامعة برينستون عام 2005 ثم انتقلت إلى جامعة كولومبيا في عام 2006. بحلول عام 2014، أصبحت شودنوسكي أستاذة الهندسة الصناعية ومشرفة على البحوث العملية والعلمية في جامعة كولومبيا لكنها سرعان ما عادت إلى برينستون كأستاذة لمادة الرياضيات؛ كان ذلك عام 2015.
شودنوسكي مواطنة من إسرائيل لكنها مقيمة دائمة في الولايات المتحدة الأمريكية. في 2012، تزوجت من دانيال بانير البروفسور الذي يُدرس في مدرسة موسيقية ويشغل منصبا في مدرسة جوليارد، ورُزقا بابن سُمي «رافائيل».

## البحث العلمي
ساهمت شودنوسكي بشكل كبير في نظرية المخططات حيث قدمت دليل قوي ومقالات مهمة حول كيفية رسم بياني متكامل وبدون أية نواقص (جنبا إلى جنب مع مجموعة من الطلاب من بينهم روبرتسون، سيمور وتوماس)، وقد وصفت شودنوسكي الرسم البياني المتكامل بدورات الموسيقى التي لا يجب أن تكون متكاملة ومتناسقة وتتكرر في نفس الوقت دون أي زيادة أو نقصان. شاركت شودنوسكي أيضا في أبحاث أخرى مثل تأليف وتبسيط خوارزمية تعقيد الوقت واعترفت في وقت لاحق ببلوغها لكمالية الرسوم البيانية إلى حد ما لكنها لا زالت غير مقنعة بالنسبة لها.

## الجوائز والأوسمة
في عام 2004 كان اسم شودنوسكي واردا في قائمة «أروع 10 علماء وعالمات رياضيات» حسب مجلة العلوم الشعبية. عملها على نظرية الرسم البياني ومحاولة الوصول لرسم متكامل دون أية عيوب أو شوائب جعلها تفوز بجائزة فولكيرسون عام 2009. ثم نالت عام 2012 جائزة «العبقرية» تحت برنامج زملاء ماك آرثر.